# Rosh Tzurim
Rosh Tzurim (en hebreo: ראש צורים) es un asentamiento israelí y un kibutz sionista religioso ubicado en la Gobernación de Belén, en Cisjordania (Palestina). Al igual que otras partes de Palestina, Cisjordania se encuentra bajo ocupación israelí desde 1967. La comunidad internacional considera que los asentamientos israelíes son ilegales según el derecho internacional, en tanto que suponen una violación de la Cuarta Convención de Ginebra, pero el gobierno israelí no está de acuerdo con esta afirmación. Según el sistema administrativo israelí, Rosh Tzurim pertenece a la jurisdicción del Consejo Regional de Gush Etzion, en el área de Judea y Samaria. En 2017 tenía una población de 934 personas.[cita requerida]

## Historia
Rosh Tzurim se encuentra situado a unos 20 kilómetros al sur de Jerusalén, a 3,9 kilómetros de la Línea Verde y al otro lado de la barrera israelí de Cisjordania. El kibutz es miembro del Movimiento del Kibutz Religioso.[cita requerida]
El kibutz Ein Tzurim fue establecido en 1942 en la zona que hoy ocupa Rosh Tzurim. En 1922, la aldea del cercano Migdal Eder fue establecida por judíos yemenitas, pero fue atacada y destruida.[cita requerida] Los judíos de la zona fueron expulsados por los disturbios que siguieron a la Matanza de Hebrón de 1929.[cita requerida] Shmuel Yosef Holtzman compró tierras adicionales en la zona en 1935 pero, una vez más, los árabes expulsaron a los propietarios judíos.[cita requerida]
El proceso se repitió en 1943 con el establecimiento de Kfar Etzion, en 1945 con Masuot Itzjak, y una vez más con Ein Tzurim en 1946.[cita requerida]
A finales de noviembre de 1947 comenzó una guerra intercomunitaria entre la población árabe palestina y la población judía, gran parte de la cual había llegado durante las décadas anteriores en numerosas aliyás. El 29 de noviembre de 1947, la resolución 181 II de la Asamblea General de las Naciones Unidas estableció la partición del Mandato británico de Palestina. La zona en la que se encuentra Rosh Tzurim quedó encuadrada dentro de los límites del futuro estado árabe de Palestina. En mayo de 1948, las tropas judías tomaron Safad y expulsaron a sus miles de habitantes árabes palestinos, vaciando los barrios árabes de la ciudad y bombardeando a los civiles que huían. Al día siguiente, la Brigada Guivati ataca Beit Daras, cuyos habitantes huyen a la cercana Isdud. Dos días después, en lo que afirmaban que era una venganza por la masacre de Deir Yassin, tropas de la Legíón Árabe jordana e irregulares palestinos sitiaron y tomaron el kibutz de Kfar Etzion, en el que murieron 129 combatientes de la Haganá (15 de ellos después de haberse rendido) en la denominada masacre de Kfar Etzion. A la conclusión de la guerra árabe-israelí de 1948, Cisjordania quedó ocupada militarmente por Jordania. 
Tras la victoria israelí en la Guerra de los Seis Días de 1967, Cisjordania, Jerusalén Este, la Franja de Gaza, los Altos del Golán y la península del Sinaí fueron ocupadas militarmente por el ejército israelí. A día de hoy todas ellas permanecen ocupadas, salvo por la península del Sinaí, que fue devuelta a Egipto en 1979 en el contexto de los Acuerdos de Camp David. Prácticamente desde el día después de su victoria en 1967, las autoridades israelíes comenzaron a establecer asentamientos los territorios ocupados, y algunos colonos judíos comenzaron a regresar a las tierras que habían comprado legalmente a principios de 1900, mientras que la mayoría de ellos se asentaron en terrenos expropiados a sus propietarios palestinos. A ojos de la comunidad internacional, los asentamientos israelíes suponen uno de los principales escollos del conflicto árabe-israelí. Numerosos tratados internacionales y resoluciones de Naciones Unidas prohíben la construcción de dichos asentamientos. El artículo 49 de la Cuarta Convención de Ginebra, de la que Israel es firmante, especifica que "la Potencia ocupante no podrá efectuar la evacuación o el traslado de una parte de la propia población civil al territorio por ella ocupado".
El asentamiento Ein Tzurim, ahora Rosh Tzurim, fue establecido en 1969. Gran parte de los terrenos en la región de Gush Etzion habían sido compradas por judíos individuales, organizaciones judías y el Fondo Nacional Judío a principios del siglo XX a los árabes locales.[cita requerida] El Fondo Nacional Judío compró la tierra en cuestión en 1944 a través de una organización subsidiaria llamada Himnota.[cita requerida] La familia árabe que vendió la tierra emigró a América del Sur.[cita requerida] Sin embargo, la guerra árabe-israelí de 1948 supuso que unos cuantos miles de judíos de Cisjordania la abandonasen en dirección a Israel, y que más de 700.000 palestinos fuesen expulsados o huyesen de sus hogares. Israel reconoce a día de hoy los títulos de propiedad que los judíos tenían en territorio cisjordano o en Jerusalén Este, pero no así los que los palestinos tenían en el actual Estado de Israel.
Según el Instituto de Investigación Aplicada de Jerusalén (una ONG palestina fundada en 1990), el estado de Israel ha confiscado los terrenos de dos poblaciones palestinas cercanas para construir el asentamiento de Rosh Tzurim: 110 dunams (11 hectáreas) de tierra fueron tomados de la aldea palestina de Nahalin, mientras que 780 dunams (78 hectáreas) de terreno fueron tomados de la aldea palestina de Khirbet Beit Zakariyah.
En 2016 hubo un litigio sobre la propiedad de los terrenos en los que se ubica el asentamiento. Los jueces israelíes Fogelman, Mazuz y Baron dictaminaron que los demandantes palestinos habían proporcionado documentos de propiedad fraudulentos, por lo que fueron rechazados.[cita requerida]
Rosh Tzurim es conocida por sus festivales anuales de recolección de cerezas.[cita requerida] Rosh Tzurim pasó por un proceso de privatización, primero mediante el alquiler de las casas disponibles, y más tarde mediante la construcción de un barrio residencial, Nof Tzurim.

## Economía
El kibutz cría pavos, produce leche, cosecha frutas y cultiva uvas para hacer vino.[cita requerida]